# Airline Tycoon
Airline Tycoon is een simulatiespel waarin de speler een luchtvaartmaatschappij moet leiden. Het oorspronkelijke spel werd ontwikkeld door Spellbound Entertainment en uitgegeven door Infogrames, maar de latere versies werden uitgegeven door verschillende uitgevers. De oorspronkelijke versie werkte slechts op Windows, maar de latere versies waren ook geschikt voor Linux en Mac.

## Over het spel
De speler moet het als baas van een luchtvaartmaatschappij opnemen tegen drie concurrenten. De namen van de vier zijn Tina Cortez, van Sunshine Airways, Siggi Sorglos, van Falcon Lines, Igor Tuppolevsky van Phoenix Travel en Mario Zucchero van Honey Airlines. De startinstellingen zijn (in het vrije spel, zonder missie) 1.500.000 dollar, twee vliegtuigen en twee orders, welke ingepland moeten worden. In de loop van het spel moet er genoeg geld binnen blijven komen door de gewone orders, de lastminute-orders (die leveren vaak meer geld op) en vrachtorders.
Het spel speelt zich af op verschillende locaties. Dit zijn onder andere: Ricks café, de winkel, de baas van de luchthaven en de bank. Er moeten aandelen gekocht worden en bij het bezit van 50% van de aandelen van een andere luchtvaartmaatschappij, kan de speler deze overnemen of liquideren. Er zijn ook nog twee locaties waar de speler vliegtuigen kan kopen, de officiële vliegtuighandelaar en het museum, waar hij tweedehands vliegtuigen voor een veel lager bedrag kan kopen. Die vliegtuigen zijn dan vaak in slechtere conditie en het kost veel geld om ze in de hangar te laten repareren. Er is ook nog een geheime locatie, waar de speler iemand kan vragen tegenstanders te saboteren, maar wordt de speler betrapt, dan moet hij een hoog geldbedrag betalen aan de luchtvaartmaatschappij die hij heeft gesaboteerd.
De graphics zijn eenvoudig, cartoonesk en tweedimensionaal.

## Overzicht en versies

### Versies
- Airline Tycoon, 1998
- Airline Tycoon First Class, 2001
- Airline Tycoon Evolution, 2002
- Airline Tycoon Deluxe, 2003

### Overzicht
Het originele spel werd in Duitsland uitgegeven en was in Engelstalige landen niet beschikbaar, maar er was wel een Engelstalige demo. De eerste Airline Tycoon die ook in de VS, het Verenigd Koninkrijk en ook in Nederland beschikbaar was, is Airline Tycoon First Class uit 2001, die werd uitgebracht door Monte Cristo. In 2002 kwam AT Evolution uit, waarbij de speler zelf vliegtuigen kon ontwerpen en gebruiken, en er waren tien nieuwe missies en daarnaast nieuwe sabotagemogelijkheden. In 2003 kwam AT Deluxe uit, dat identiek was aan de eerdere versies, maar met 20 nieuwe vliegvelden. Dit spel kwam alleen uit in Duitsland, in het Duits en Engels. Het blijkt dat het ook in bepaalde andere landen is uitgegeven. En het is de enige versie die ook voor de Mac is in plaats van alleen de PC.

### Airline Tycoon 2
Op 24 mei 2006 kondigde Spellbound aan Airline Tycoon 2 te zullen uitbrengen in de tweede helft van 2007, maar dat werd niet gehaald. Spellbound zei geen uitgever te kunnen vinden. Een nieuwe datum werd niet genoemd. Vermoed werd dat Airline Tycoon 2 vapourware zou worden en dat het spel niet zou uitkomen. Eind oktober 2009 werd echter bekendgemaakt dat er een nieuwe uitgever gevonden was: Kalypso. Ook werd een nieuwe verschijningsdatum aangekondigd. Het spel is uitgekomen op 14 oktober 2011.